# Lombe Chibesakunda
Lombe Phyllis Chibesakunda (née en 1944) est une avocate et diplomate zambienne. Elle a été présidente de la Commission des droits de l'homme de la Zambie, solliciteure générale, sous-ministre au ministère des Affaires juridiques, juge en chef par intérim de la Zambie et a été ambassadrice au Japon, au Royaume-Uni, au Vatican et aux Pays-Bas. Chibesakunda est la première femme présidente de la Cour de justice du COMESA, à Khartoum, au Soudan.

## Enfance et formation
Lombe Phyllis Chibesakunda est née en Zambie le 5 mai 1944,. Elle vient de la famille royale de Chibesakunda. Chibesakunda est un chef de la province de Muchinga de l'ethnie Bisa, l'un des nombreux dialectes du nord de la Zambie. Elle fréquente l'école primaire de Chibesakunda et Pandala dans le nord de la Zambie. Elle est ensuite allée à Chipembi Girls où elle est préfète en chef, puis étudie plus tard à l'Institut national d'administration publique de Lusaka et également à Gray's Inn en Angleterre .

## Carrière
Chibesakunda est devenue la première femme avocate zambienne et avocate d'État au ministère des Affaires juridiques. Elle a été candidate parlementaire pour la circonscription de Matero et solliciteure générale de la République de Zambie en 1973.
Après une carrière réussie dans le droit, l'action sociale et la politique, elle rejoint le corps diplomatique en tant qu'ambassadrice au Japon (1975), haut-commissaire de Zambie au Royaume-Uni (Royaume-Uni), aux Pays-Bas et au Saint-Siège (1978-1981). Chibesakunda participe aux pourparlers de Lancaster House qui ont conduit à l'indépendance du Zimbabwe et fait activement campagne contre l'apartheid sud-africain.
Chibesakunda est nommée juge du tribunal des relations professionnelles en 1986 et devient ensuite présidente du tribunal de la Banque africaine de développement. Chibesakunda est nommée présidente de la Commission des droits de l'homme de la Zambie en 1997. Depuis 1981, elle se concentre sur le service judiciaire en tant que juge à la Haute Cour, à la Cour suprême et elle est juge en chef par intérim de la Zambie de 2012 à 2015.
En 2015, Chibesakunda est élue présidente de la Cour de justice du Marché commun de l'Afrique orientale et australe (COMESA), basée à Khartoum, au Soudan, et est la première femme à occuper ce poste. Elle succède au kényan Nzamba Kitonga (en) dans le rôle. 
Outre le service judiciaire, le juge Lombe Chibesakunda est professeure invitée à l'Université du Kansai au Japon, et chancelière à l'Université Rockview de Lusaka, en Zambie.

## Publication
Lombe écrit son livre intitulé My Trodden Path : An Autobiography.